# Viet Bac
Viet Bac (Norra Vietnam) kallades under Indokinakriget den nordligaste delen av Franska Indokina som kontrollerades av gerillarörelsen Vietminh. Regionen innefattade inledningsvis Cao Bang-provinsen men utökades med tiden till att innefatta samtliga av de nordligaste provinserna mot gränsen till Kina.

## Historia
Efter beslutet att satsa på den nationella kampen mot den japanska ockupationsmakten och de franska kolonialherrarna infiltrerade Vietminh norra Franska Indokina år 1941. Nordligaste Vietnam beboddes huvudsakligen av minoritetsfolken thổ och nùng vilka i regel stödde Ho Chi Minhs antikoloniala kamp på 1940-talet. 1945 utropades Demokratiska republiken Vietnam som i praktiken kontrollerade just norra delen av dagens Vietnam och för att effektivare styra sina territorier i krigstid inrättades mot slutet av 1940-talet en ny administrativ indelning med lokala zoner och regionala interzoner. 1949 bildades interzon 1, Vietbac, omfattande nordligaste Indokina (norra Tonkin). Allt eftersom Vietminh utökade sin kontroll i norra Indokina expanderade den befriade zonen och år 1950 hade Hanoi blivit regionens huvudstad. Den administrativa indelningen i zoner och interzoner fortsatte de facto att existera tills krigsslutet 1975.
De första politiska ledarna i interzonen Viet Bac var Le Quan Ba (befälhavare) och Chu Va Tan (politisk kommissarie).